# تنس الطاولة في دورة الألعاب البارالمبية الصيفية 2024 - التصفيات
بدأت تصفيات بطولة تنس الطاولة في دورة الألعاب البارالمبية الصيفية 2024 في 1 يناير 2022 وانتهت في 31 مارس 2024. وقد ترشج 166 لاعبًا و114 لاعبة.

## التسلسل الزمني
| طريقة التأهل                                                     | التاريخ                        | المكان         | مقاعد                                            |
| ---------------------------------------------------------------- | ------------------------------ | -------------- | ------------------------------------------------ |
| ألعاب فيرتوس العالمية 2023                                       | 4-9 حزيران/يونيو 2023          | فيشي           | مقعدان مؤهلان للفردي (الفئة 11 فقط) 1 ذكر 1 أنثى |
| بطولة أوروبا لتنس الطاولة (ITTF)                                 | 4-9 أيلول/سبتمبر 2023          | شفيلد          | 105 مقعدًا مؤهلاً للفردي: 55 للذكور 50 للإناث      |
| بطولة أفريقيا لتنس الطاولة (ITTF)                                | 21-24 أيلول/سبتمبر 2023        | الجيزة (مدينة) | 105 مقعدًا مؤهلاً للفردي: 55 للذكور 50 للإناث      |
| الألعاب الآسيوية البارالمبية 2022                                | 23-27 تشرين الأول/أكتوبر 2023  | هانغتشو        | 105 مقعدًا مؤهلاً للفردي: 55 للذكور 50 للإناث      |
| ألعاب بارابان الأمريكية                                          | 15-19 تشرين الثاني/نوفمبر 2023 | سانتياغو       | 105 مقعدًا مؤهلاً للفردي: 55 للذكور 50 للإناث      |
| بطولة أوقيانوسيا ITTF 2023                                       | 17-20 تشرين الثاني/نوفمبر 2023 | هونيارا        | 105 مقعدًا مؤهلاً للفردي: 55 للذكور 50 للإناث      |
| قائمة تخصيص تصنيفات الفردي في الاتحاد الدولي لتنس الطاولة (ITTF) | 1 أبريل، 2024                  | N/A            | 95 مقعدًا مؤهلاً للفردي: 71 للذكور 24 للإناث       |
| قائمة تخصيص تصنيفات الزوجي في الاتحاد الدولي لتنس الطاولة (ITTF) | 1 أبريل، 2024                  | N/A            | 36 مقعدًا مؤهلاً للأفراد: 17 للذكور 19 للإناث      |
| بطولة التصفيات العالمية                                          | 23-25 أيار/مايو 2024           | باتايا         | 21 مقعدًا مؤهلاً للأفراد: 11 للذكور 10 للإناث      |
| تخصيص دعوة اللجنة الثنائية                                       | 2 أبريل – 13 مايو 2024         | TBA            | 21 مقعدًا مؤهلاً للأفراد: 11 للذكور 10 للإناث      |
| المجموع                                                          |                                |                | 280                                              |

## الحصص
تُخصص فرص التأهل للرياضي بشكل فردي، وليس للجنة البارالمبية الوطنية التي يمثلها.
- يمكن للجنة الوطنية للمسابقات أن تشارك برياضيين اثنين كحد أقصى في أي من الفعاليات الفردية للميداليات (33 من الذكور؛ 30 من الإناث).
- يمكن للجنة إدخال كحد أقصى زوجين رياضيين مؤهلين في أحداث الزوجي للذكور والإناث والمختلط، حيث يتكون كل زوج من رياضيين مؤهلين تأهلوا في أحداث الفردي في فئة الرياضة الخاصة بهم.

### مسابقات الرجال

#### الفئة 1
| المسابقة                                     | مقاعد | المؤهلين |
| -------------------------------------------- | ----- | --- |
| بطولة أوروبا لذوي الاحتياجات الخاصة          | 1     | إندري ميجور (المجر) |
| بطولة أفريقيا لذوي الاحتياجات الخاصة         | 1     | إسلام رسلان (مصر) |
| دورة الألعاب الآسيوية لذوي الاحتياجات الخاصة | 1     | جو يونغ داي (كوريا الجنوبية)                                                                                            |
| ألعاب بارابان الأمريكية                      | 1     | يونييه فرنانديز (كوبا)                                                                                                  |
| بطولة أوقيانوسيا لذوي الاحتياجات الخاصة      | 0     | — |
| تخصيص التصنيف العالمي (فردي)                 | 4     | كيم هاك جين (كوريا الجنوبية) · فيديريكو فالكو (إيطاليا) · روب ديفيز (بريطانيا العظمى) · بارك سونغ جو (كوريا الجنوبية) · |
| بطولة التصفيات العالمية (فردي)               | 1     | أندريا بورغاتو (إيطاليا)                                                                                                |
| اللجنة الثنائية                              | 1     | توماس ماثيوز (بريطانيا العظمى)                                                                                          |
| المجموع                                      | 10    | |

#### الفئة 2
| المسابقات                                    | مقاعد | المؤهلين |
| -------------------------------------------- | ----- | --- |
| بطولة أوروبا لذوي الاحتياجات الخاصة          | 1     | رافال تشوبر (بولندا) |
| بطولة أفريقيا لذوي الاحتياجات الخاصة         | 1     | أحمد المهسي (مصر) |
| دورة الألعاب الآسيوية لذوي الاحتياجات الخاصة | 1     | بارك جين تشول (كوريا الجنوبية) |
| ألعاب بارابان الأمريكية                      | 1     | لويس فلوريس (تشيلي) |
| بطولة أوقيانوسيا لذوي الاحتياجات الخاصة      | 0     | — |
| تخصيص التصنيف العالمي (فردي)                 | 9     | فابيان لاميرولت (فرنسا) · بيتر لوفاس (سلوفاكيا) · جيري سوشانيك (جمهورية التشيك) · فيديريكو كروسارا (إيطاليا) · يان ريابوس (سلوفاكيا) · تشا سو يونغ (كوريا الجنوبية) · أولكسندر يزيك (أوكرانيا) · مارتن لودروفسكي (سلوفاكيا) |
| تخصيص التصنيف العالمي (زوجي)                 | 4     | ميغيل أنخيل توليدو (إسبانيا) · إيكر ساستري (إسبانيا) · جوليان ميشو (فرنسا) · توماس جاكيمتشوك (بولندا) |
| بطولة التصفيات العالمية (فردي)               | 1     | ثيرايو تشويوونغ (تايلاند) |
| اللجنة الثنائية                              | 1     | مارتن زفولانيك (جمهورية التشيك) |
| المجموع                                      | 18    | |

#### الفئة 3
| المسابقة                                     | مقاعد | المؤهلين |
| -------------------------------------------- | ----- | --- |
| بطولة أوروبا لذوي الاحتياجات الخاصة          | 1     | توماس شميدبيرجر (ألمانيا) |
| بطولة أفريقيا لذوي الاحتياجات الخاصة         | 1     | خالد رمضان (مصر) |
| دورة الألعاب الآسيوية لذوي الاحتياجات الخاصة | 1     | فنغ بانفنغ (الصين) |
| ألعاب بارابان الأمريكية                      | 1     | جنسون فان إمبورغ (الولايات المتحدة) |
| بطولة أوقيانوسيا لذوي الاحتياجات الخاصة      | 1     | تشن جونجيان (أستراليا) |
| تخصيص التصنيف العالمي (فردي)                 | 11    | يوتاجاك جلينبانتشوين (تايلاند) · فلوريان ميرين (فرنسا) · تشاي شيانغ (الصين) · جانغ يونغ جين (كوريا الجنوبية) · توماس بروشل (ألمانيا) · بايك يونغ بوك (كوريا الجنوبية) · كولن جادج (جزيرة أيرلندا) · ألكسندر أوغرين (السويد) · ماسيج ناليبكا (بولندا) · فاسيل بترونيف (أوكرانيا) · غابرييل كوبولا (الأرجنتين) |
| تخصيص التصنيف العالمي (زوجي)                 | 2     | روبرتو إيدر رودريغيز (إسبانيا) · بيتر سفاتوس (جمهورية التشيك) |
| بطولة التصفيات العالمية (فردي)               | 1     | سيلفان نويل (فرنسا) |
| اللجنة الثنائية                              | 1     | روبرتو كويجادا (فنزويلا) |
| المجموع                                      | 20    | |

#### الفئة 4
| المسابقات                                    | مقاعد | المؤهلين |
| -------------------------------------------- | ----- | --- |
| بطولة أوروبا لذوي الاحتياجات الخاصة          | 1     | عبد الله أوزتورك (تركيا) |
| بطولة أفريقيا لذوي الاحتياجات الخاصة         | 1     | إيساو أوغونكونلي (نيجيريا) |
| دورة الألعاب الآسيوية لذوي الاحتياجات الخاصة | 1     | وانتشاي تشايووت (تايلاند) |
| ألعاب بارابان الأمريكية                      | 1     | ماكسيميليانو رودريغيز (تشيلي) |
| بطولة أوقيانوسيا لذوي الاحتياجات الخاصة      | 1     | كريستوفر أديس (أستراليا) |
| تخصيص التصنيف العالمي (فردي)                 | 8     | كيم يونغ غون (كوريا الجنوبية) · ماكسيم توماس (فرنسا) · كازوكي شيشينو (اليابان) · كيم جونغ جيل (كوريا الجنوبية) · فيليب ناشازيل (جمهورية التشيك) · نسيم توران (تركيا) · فرانشيسكو لوبيز ساياغو (إسبانيا) · بوريس ترافنيتشيك (سلوفاكيا) |
| تخصيص التصنيف العالمي (زوجي)                 | 1     | إيمريك مارتن (فرنسا) |
| بطولة التصفيات العالمية (فردي)               | 1     | جينكي سايتو (اليابان) |
| اللجنة الثنائية                              | 1     | بيتر ميهاليك (سلوفاكيا) |
| المجموع                                      | 16    | |

#### الفئة 5
| المسابقات                                    | المقاعد | المؤهلين                                                                                              |
| -------------------------------------------- | ------- | --- |
| بطولة أوروبا لذوي الاحتياجات الخاصة          | 1       | فالنتين باوس (ألمانيا)                                                                                |
| بطولة أفريقيا لذوي الاحتياجات الخاصة         | 1       | بولاوا أكينجبيميسيلو (نيجيريا)                                                                        |
| دورة الألعاب الآسيوية لذوي الاحتياجات الخاصة | 1       | ليو فو (الصين)                                                                                        |
| ألعاب بارابان الأمريكية                      | 1       | إلياس روميرو (الأرجنتين)                                                                              |
| بطولة أوقيانوسيا لذوي الاحتياجات الخاصة      | 1       | تشي مينغ هوو (أستراليا)                                                                               |
| تخصيص التصنيف العالمي (فردي)                 | 4       | تشنغ مينغ تشيه (تايبيه الصينية) · تومي أورهاوغ (النرويج) · علي أوزتورك (تركيا) · كاو نينغنينغ (الصين) |
| تخصيص التصنيف العالمي (زوجي)                 | 1       | ميتار باليكوتشا (صربيا)                                                                               |
| بطولة التصفيات العالمية (فردي)               | 1       | نيكولاس سافانت إيرا (فرنسا)                                                                           |
| اللجنة الثنائية                              | 1       | لوكاس كارفالهال عربي (البرازيل)                                                                       |
| المجموع                                      | 12      | |

#### الفئة 6
| المسابقات                                    | المقاعد | المؤهلين |
| -------------------------------------------- | ------- | --- |
| بطولة أوروبا لذوي الاحتياجات الخاصة          | 1       | ماتيو بارينزان (إيطاليا) |
| بطولة أفريقيا لذوي الاحتياجات الخاصة         | 1       | كايودي ألابي (نيجيريا) |
| دورة الألعاب الآسيوية لذوي الاحتياجات الخاصة | 1       | رونغروج ثاينيوم (تايلاند) |
| ألعاب بارابان الأمريكية                      | 1       | إيان سيدنفيلد (الولايات المتحدة) |
| بطولة أوقيانوسيا لذوي الاحتياجات الخاصة      | 1       | تريفور هيرث (أستراليا) |
| تخصيص التصنيف العالمي (فردي)                 | 7       | بيتر روزنماير (الدنمارك) · ألفارو فاليرا (إسبانيا) · إغناسيو توريس (تشيلي) · توماس راو (ألمانيا) · إستيبان هيرولت (فرنسا) · مارتن بيري (بريطانيا العظمى) · بوبي سيميون (رومانيا) |
| تخصيص التصنيف العالمي (زوجي)                 | 2       | بول كارابارداك (بريطانيا العظمى) · هوانغ جياشين (الصين) |
| بطولة التصفيات العالمية (فردي)               | 1       | ماتياس بينو (تشيلي) |
| اللجنة الثنائية                              | 1       | تشن تشاو (الصين) |
| المجموع                                      | 16      | |

#### الفئة 7
| المسابقات                                    | المقاعد | المؤهلين |
| -------------------------------------------- | ------- | --- |
| بطولة أوروبا لذوي الاحتياجات الخاصة          | 1       | ويل بايلي (بريطانيا العظمى) |
| بطولة أفريقيا لذوي الاحتياجات الخاصة         | 1       | سيد يوسف (مصر) |
| دورة الألعاب الآسيوية لذوي الاحتياجات الخاصة | 1       | كاتسويوشي ياغي (اليابان) |
| ألعاب بارابان الأمريكية                      | 1       | باولو سالمين (البرازيل) |
| بطولة أوقيانوسيا لذوي الاحتياجات الخاصة      | 1       | ماثيو بريتز (نيوزيلندا) |
| تخصيص التصنيف العالمي (فردي)                 | 7       | جان بول مونتانوس (هولندا) · تشالرمبونغ بونبو (تايلاند) · يان شو (الصين) · لياو كيلي (الصين) · جوناس هانسون (السويد) · ستيفان ميسي (فرنسا) · كيفن دوربيكر (فرنسا) |
| تخصيص التصنيف العالمي (زوجي)                 | 2       | إسرائيل سترو (البرازيل) · جوردي موراليس (إسبانيا) |
| بطولة التصفيات العالمية (فردي)               | 1       | بيورن شنايك (ألمانيا) |
| اللجنة الثنائية                              | 1       | بن ديسبينو (بلجيكا) |
| المجموع                                      | 16      | |

#### الفئة 8
| المساببقات                                   | المقاعد | المؤهلين |
| -------------------------------------------- | ------- | --- |
| بطولة أوروبا لذوي الاحتياجات الخاصة          | 1       | فيكتور ديدوخ (أوكرانيا) |
| بطولة أفريقيا لذوي الاحتياجات الخاصة         | 1       | فيكتور فارينلوي (نيجيريا) |
| دورة الألعاب الآسيوية لذوي الاحتياجات الخاصة | 1       | تشاو شواي (الصين) |
| ألعاب بارابان الأمريكية                      | 1       | لويز فيليبي غوارنيري منارا (البرازيل) |
| بطولة أوقيانوسيا لذوي الاحتياجات الخاصة      | 1       | ناثان بيليسييه (أستراليا) |
| تخصيص التصنيف العالمي (فردي)                 | 10      | آرون ماكيبين (بريطانيا العظمى) · كليمان بيرتييه (فرنسا) · إميل أندرسون (السويد) · مكسيم نيكولينكو (أوكرانيا) · بيوتر جرودزين (بولندا) · توماس بوفيس (فرنسا) · بيلي شيلتون (بريطانيا العظمى) · فيسيت وانغفونفاثاناسيري (تايلاند) · ريتشارد سيجيتي (سلوفاكيا) · بنغ وينان (الصين) |
| تخصيص التصنيف العالمي (زوجي)                 | 3       | مارك ليدوكس (بلجيكا) · ماكسيم تشودزيكي (بولندا) · أليخاندرو دياز تيرادو (إسبانيا) · |
| بطولة التصفيات العالمية (فردي)               | 1       | بورنا زوهيل (كرواتيا) |
| اللجنة الثنائية                              | 1       | علي مخولبيكوف (كازاخستان) |
| المجموع                                      | 20      | |

#### الفئة 9
| المسابقات                                    | المقاعد | المؤهلين |
| -------------------------------------------- | ------- | --- |
| بطولة أوروبا لذوي الاحتياجات الخاصة          | 1       | لورنس ديفوس (بلجيكا) |
| بطولة أفريقيا لذوي الاحتياجات الخاصة         | 1       | أبيولا والي أديسوب (نيجيريا) |
| دورة الألعاب الآسيوية لذوي الاحتياجات الخاصة | 1       | تشاو يتشينغ (الصين) |
| ألعاب بارابان الأمريكية                      | 1       | تال ليبوفيتز (الولايات المتحدة) |
| بطولة أوقيانوسيا لذوي الاحتياجات الخاصة      | 1       | ما لين (أستراليا) |
| تخصيص التصنيف العالمي (فردي)                 | 6       | دانيال غوستافسون (السويد) · أندير سيباس (إسبانيا) · إيفان ماي (أوكرانيا) · خورخي كاردونا (إسبانيا) · لوكاس ديدييه (فرنسا) · ليف كاتس (أوكرانيا) |
| تخصيص التصنيف العالمي (زوجي)                 | 1       | جوشوا ستايسي (بريطانيا العظمى) |
| بطولة التصفيات العالمية (فردي)               | 1       | ليو تشاودونغ (الصين) |
| اللجنة الثنائية                              | 1       | كويو إيوابوتشي (اليابان) |
| المجموع                                      | 14      | |

#### الفئة 10
| المسابقات                                    | المقاعد | المؤهلين |
| -------------------------------------------- | ------- | --- |
| بطولة أوروبا لذوي الاحتياجات الخاصة          | 1       | باتريك تشوجنوسكي (بولندا) |
| بطولة أفريقيا لذوي الاحتياجات الخاصة         | 1       | ألابي أولابيي أولوفيمي (نيجيريا) |
| دورة الألعاب الآسيوية لذوي الاحتياجات الخاصة | 1       | ليان هاو (الصين) |
| ألعاب بارابان الأمريكية                      | 1       | كلاوديو مسعد (البرازيل) |
| بطولة أوقيانوسيا لذوي الاحتياجات الخاصة      | 0       | — |
| تخصيص التصنيف العالمي (فردي)                 | 7       | فيليب رادوفيتش (الجبل الأسود) · ماتيو بوهياس (فرنسا) · خوسيه مانويل رويز رييس (إسبانيا) · إيغور ميستال (بولندا) · كريستيان جاردوس (النمسا) · لوكا باكيتش (الجبل الأسود) · ماهيرو فوناياما (اليابان) |
| تخصيص التصنيف العالمي (زوجي)                 | 1       | بونبوت سيلاباكونغ (تايلاند) |
| بطولة التصفيات العالمية (فردي)               | 1       | إيفان كاربوف (الرياضيون البارالمبيون المحايدين) |
| اللجنة الثنائية                              | 1       | مانويل إيتشافيغورين (تشيلي) |
| المجموع                                      | 14      | |

#### الفئة 11
| المسابقات                                    | المقاعد | المؤهلين                                                                |
| -------------------------------------------- | ------- | ----------------------------------------------------------------------- |
| الألعاب العالمية                             | 1       | تشن بو ين (تايبيه الصينية)                                              |
| بطولة أوروبا لذوي الاحتياجات الخاصة          | 1       | فلوريان فان أكر (بلجيكا)                                                |
| بطولة أفريقيا لذوي الاحتياجات الخاصة         | 1       | عبد الرحمن بهجت (مصر)                                                   |
| دورة الألعاب الآسيوية لذوي الاحتياجات الخاصة | 0       | —                                                                       |
| ألعاب بارابان الأمريكية                      | 1       | تياجو سيمويس (البرازيل)                                                 |
| بطولة أوقيانوسيا لذوي الاحتياجات الخاصة      | 1       | صموئيل فون أينيم (أستراليا)                                             |
| تخصيص التصنيف العالمي (فردي)                 | 6       | لوكاس كريانج (فرنسا) · كيم جي تاي (كوريا الجنوبية) · بيتر بالوس (المجر) |
| بطولة التصفيات العالمية (فردي)               | 1       | تاكيشي تاكيموري (اليابان)                                               |
| اللجنة الثنائية                              | 1       | ليونغ تشونغ يان (هونغ كونغ)                                             |
| المجموع                                      | 10      |                                                                         |

### مسابقات النساء

#### الفئة 1-2
سوف تتنافس النساء في الفئات 1 و2 في مسابقة مشتركة. وستُخصص المقاعد لكل فئة بشكل منفصل.
| المسابقات                                    | مقاعد الفئة 1 | المؤهلين                                                             |
| -------------------------------------------- | ------------- | -------------------------------------------------------------------- |
| تخصيص التصنيف العالمي (فردي)                 | 3             | دوروتا بوكواف (بولندا) · أينو تابولا (فنلندا) · جانا سبيغل (ألمانيا) |
| المسابقات                                    | مقاعد الفئة 2 | المؤهلين                                                             |
| بطولة أوروبا لذوي الاحتياجات الخاصة          | 1             | غيادا روسي (إيطاليا)                                                 |
| بطولة أفريقيا لذوي الاحتياجات الخاصة         | 1             | علا سليمان (مصر)                                                     |
| دورة الألعاب الآسيوية لذوي الاحتياجات الخاصة | 1             | سيو سو يون (كوريا الجنوبية)                                          |
| ألعاب بارابان الأمريكية                      | 1             | كاتيا أوليفيرا (البرازيل)                                            |
| بطولة أوقيانوسيا لذوي الاحتياجات الخاصة      | 1             | هايلي ساندز (أستراليا)                                               |
| تخصيص التصنيف العالمي (فردي)                 | 1             | ليو جينغ (الصين)                                                     |
| تخصيص التصنيف العالمي (زوجي)                 | 1             | تشيلشيترارياك بوتوانسيرينا (تايلاند)                                 |
| اللجنة الثنائية                              | 1             | كارلا مايا ليمب دي أزيفيدو (البرازيل)                                |
| المسابقات                                    | مقاعد الفئة 3 | المؤهلين                                                             |
| بطولة التصفيات العالمية (فردي)               | 1             | ماريا غارون (الأرجنتين)                                              |
| المجموع                                      | 11            |                                                                      |

#### الفئة 3
| المسابقات                                    | المقاعد | المؤهلين |
| -------------------------------------------- | ------- | --- |
| بطولة أوروبا لذوي الاحتياجات الخاصة          | 1       | أنديلا موزنيتش فينسيتيتش (كرواتيا) |
| بطولة أفريقيا لذوي الاحتياجات الخاصة         | 1       | فوزية الشامي (مصر) |
| دورة الألعاب الآسيوية لذوي الاحتياجات الخاصة | 1       | يون جي يو (كوريا الجنوبية) |
| ألعاب بارابان الأمريكية                      | 1       | مارليان أمارال سانتوس (البرازيل) |
| بطولة أوقيانوسيا لذوي الاحتياجات الخاصة      | 0       | — |
| تخصيص التصنيف العالمي (فردي)                 | 6       | شيويه جوان (الصين) · كارلوتا راجازيني (إيطاليا) · لي مي جيو (كوريا الجنوبية) · ألينا كانوفا (سلوفاكيا) · جويس دي أوليفيرا (البرازيل) · دارارات أصايوت (تايلاند) |
| تخصيص التصنيف العالمي (زوجي)                 | 3       | ميكيل برونيلي (إيطاليا) · هيلينا دريتار كاريتش (كرواتيا) · سونالبين باتيل (الهند)                                                                               |
| بطولة التصفيات العالمية (فردي)               | 1       | باتاماوادي إنتانون (تايلاند) |
| اللجنة الثنائية                              | 1       | هاتيس دومان (تركيا) |
| المجموع                                      | 15      | |

#### الفئة 4
| المسابقات                                    | المقاعد | المؤهلين                                                             |
| -------------------------------------------- | ------- | -------------------------------------------------------------------- |
| بطولة أوروبا لذوي الاحتياجات الخاصة          | 1       | بوريسلافا بيريتش (صربيا)                                             |
| بطولة أفريقيا لذوي الاحتياجات الخاصة         | 1       | منى عبد الحق (مصر)                                                   |
| دورة الألعاب الآسيوية لذوي الاحتياجات الخاصة | 1       | غو شياودان (الصين)                                                   |
| ألعاب بارابان الأمريكية                      | 1       | مارثا فيردين (المكسيك)                                               |
| بطولة أوقيانوسيا لذوي الاحتياجات الخاصة      | 1       | دانييل دي تورو (أستراليا)                                            |
| تخصيص التصنيف العالمي (فردي)                 | 3       | ساندرا ميكولاشيك (ألمانيا) · بهافينا باتيل (الهند) · تشو ينغ (الصين) |
| تخصيص التصنيف العالمي (زوجي)                 | 2       | ندى ماتيس (صربيا) · فلورا فوتييه (فرنسا)                             |
| بطولة التصفيات العالمية (فردي)               | 1       | ويجيترا جايون (تايلاند)                                              |
| اللجنة الثنائية                              | 2       | غالية العنزي (السعودية) · ميغان شاكلتون (بريطانيا العظمى)            |
| المجموع                                      | 13      |                                                                      |

#### الفئة 5
| المسابقات                                    | المقاعد | المؤهلين                                                                          |
| -------------------------------------------- | ------- | --------------------------------------------------------------------------------- |
| بطولة أوروبا لذوي الاحتياجات الخاصة          | 1       | الكسندرا سان بيير (فرنسا)                                                         |
| بطولة أفريقيا لذوي الاحتياجات الخاصة         | 1       | إيفيتشوكودي إيكبيويي (نيجيريا)                                                    |
| دورة الألعاب الآسيوية لذوي الاحتياجات الخاصة | 1       | بان جيامين (الصين)                                                                |
| ألعاب بارابان الأمريكية                      | 1       | تمارا ليونيلي (تشيلي)                                                             |
| بطولة أوقيانوسيا لذوي الاحتياجات الخاصة      | 0       | —                                                                                 |
| تخصيص التصنيف العالمي (فردي)                 | 4       | تشانغ بيان (الصين) · جونغ يونغ-أ (كوريا الجنوبية) · مون سونغ هاي (كوريا الجنوبية) |
| تخصيص التصنيف العالمي (زوجي)                 | 1       | بانواس سرينجام (تايلاند)                                                          |
| بطولة التصفيات العالمية (فردي)               | 1       | كانغ أويجيونغ (كوريا الجنوبية)                                                    |
| اللجنة الثنائية                              | 1       | ليلي مارلينا (إندونيسيا)                                                          |
| المجموع                                      | 10      |                                                                                   |

#### الفئة 6
| المسابقات                                    | المقاعد | المؤهلين                                                                               |
| -------------------------------------------- | ------- | -------------------------------------------------------------------------------------- |
| بطولة أوروبا لذوي الاحتياجات الخاصة          | 1       | مارينا ليتوفتشينكو (أوكرانيا)                                                          |
| بطولة أفريقيا لذوي الاحتياجات الخاصة         | 1       | حنا حماد (مصر)                                                                         |
| دورة الألعاب الآسيوية لذوي الاحتياجات الخاصة | 1       | نجلة عماد (العراق)                                                                     |
| ألعاب بارابان الأمريكية                      | 0       | —                                                                                      |
| بطولة أوقيانوسيا لذوي الاحتياجات الخاصة      | 0       | —                                                                                      |
| تخصيص التصنيف العالمي (فردي)                 | 3       | ستيفاني غريب (ألمانيا) · فيليسيتي بيكارد (بريطانيا العظمى) · كاتارزينا مارسال (بولندا) |
| تخصيص التصنيف العالمي (زوجي)                 | 3       | جين يوتشنغ (الصين) · ميريث تفيتن (النرويج) · مورغن كايو (فرنسا)                        |
| بطولة التصفيات العالمية (فردي)               | 1       | مالياك ألييفا ‏ (الرياضيون البارالمبيون المحايدين)                                      |
| اللجنة الثنائية                              | 1       | كاميليا سيريبان (رومانيا)                                                              |
| المجموع                                      | 11      |                                                                                        |

#### الفئة 7
| المسابقات                                    | المقاعد | المؤهلين                                                                       |
| -------------------------------------------- | ------- | ------------------------------------------------------------------------------ |
| بطولة أوروبا لذوي الاحتياجات الخاصة          | 1       | كوبرا أوسوي كوركوت (تركيا)                                                     |
| بطولة أفريقيا لذوي الاحتياجات الخاصة         | 1       | سماح عبد العزيز (مصر)                                                          |
| دورة الألعاب الآسيوية لذوي الاحتياجات الخاصة | 1       | وانغ روي (الصين)                                                               |
| ألعاب بارابان الأمريكية                      | 1       | كلوديا بيريز (المكسيك)                                                         |
| بطولة أوقيانوسيا لذوي الاحتياجات الخاصة      | 0       | —                                                                              |
| تخصيص التصنيف العالمي (فردي)                 | 2       | كيلي فان زون (هولندا) · كيم سيونغ أوك (كوريا الجنوبية)                         |
| تخصيص التصنيف العالمي (زوجي)                 | 3       | بلي تومي (بريطانيا العظمى) · نورا كورنيليوسن (النرويج) · جيني سليتوم (النرويج) |
| بطولة التصفيات العالمية (فردي)               | 1       | فيكتوريا سافانوفا (الرياضيون البارالمبيون المحايدين)                           |
| اللجنة الثنائية                              | 1       | سميلا ساند (السويد)                                                            |
| المجموع                                      | 11      |                                                                                |

#### الفئة 8
| المسابقات                                    | المقاعد | المؤهلين                                                          |
| -------------------------------------------- | ------- | ----------------------------------------------------------------- |
| بطولة أوروبا لذوي الاحتياجات الخاصة          | 1       | عايدة داهلين (النرويج)                                            |
| بطولة أفريقيا لذوي الاحتياجات الخاصة         | 1       | هاجر السيد (مصر)                                                  |
| دورة الألعاب الآسيوية لذوي الاحتياجات الخاصة | 1       | هوانغ ون جوان (الصين)                                             |
| ألعاب بارابان الأمريكية                      | 1       | فلورنسيا بيريز (تشيلي)                                            |
| بطولة أوقيانوسيا لذوي الاحتياجات الخاصة      | 0       | —                                                                 |
| تخصيص التصنيف العالمي (فردي)                 | 2       | ثو كامكاسومفو (فرنسا) · يوري تومونو (اليابان)                     |
| تخصيص التصنيف العالمي (زوجي)                 | 3       | جوليان وولف (ألمانيا) · صوفيا أرلوي (المجر) · لوسي هوتيير (فرنسا) |
| بطولة التصفيات العالمية (فردي)               | 1       | إيلينا ليتفينينكو (الرياضيون البارالمبيون المحايدين)              |
| اللجنة الثنائية                              | 1       | صوفيا كيلمر (البرازيل)                                            |
| المجموع                                      | 11      |                                                                   |

#### الفئة 9
| المسابقات                                    | المقاعد | المؤهلين                                                                                |
| -------------------------------------------- | ------- | --------------------------------------------------------------------------------------- |
| بطولة أوروبا لذوي الاحتياجات الخاصة          | 1       | كارولينا بيك (بولندا)                                                                   |
| بطولة أفريقيا لذوي الاحتياجات الخاصة         | 0       | —                                                                                       |
| دورة الألعاب الآسيوية لذوي الاحتياجات الخاصة | 1       | ماو جينغديان (الصين)                                                                    |
| ألعاب بارابان الأمريكية                      | 1       | دانييل راوين (البرازيل)                                                                 |
| بطولة أوقيانوسيا لذوي الاحتياجات الخاصة      | 1       | لي لينا (أستراليا)                                                                      |
| تخصيص التصنيف العالمي (فردي)                 | 4       | أليكسا سزفيتاكس (المجر) · ليو منغ (الصين) · شيونغ غويان (الصين) · نسليهان كافاس (تركيا) |
| تخصيص التصنيف العالمي (زوجي)                 | 1       | إيرينا شينكاروفا (أوكرانيا)                                                             |
| بطولة التصفيات العالمية (فردي)               | 1       | جينيفر ماركيز بارينوس (البرازيل)                                                        |
| اللجنة الثنائية                              | 1       | ميريانا لوسيتش (كرواتيا)                                                                |
| المجموع                                      | 11      |                                                                                         |

#### الفئة 10
| المسابقات                                    | المقاعد | المؤهلين                                   |
| -------------------------------------------- | ------- | ------------------------------------------ |
| بطولة أوروبا لذوي الاحتياجات الخاصة          | 1       | نتاليا براتيكا (بولندا)                    |
| بطولة أفريقيا لذوي الاحتياجات الخاصة         | 1       | فيث أوبازواي (نيجيريا)                     |
| دورة الألعاب الآسيوية لذوي الاحتياجات الخاصة | 1       | لين تزو يو (تايبيه الصينية)                |
| ألعاب بارابان الأمريكية                      | 1       | برونا كوستا ألكسندر (البرازيل)             |
| بطولة أوقيانوسيا لذوي الاحتياجات الخاصة      | 1       | يانغ تشيان (أستراليا)                      |
| تخصيص التصنيف العالمي (فردي)                 | 2       | ميرف دمير (تركيا) · ميليسا تابر (أستراليا) |
| تخصيص التصنيف العالمي (زوجي)                 | 1       | تيان شياو ون (تايبيه الصينية)              |
| بطولة التصفيات العالمية (فردي)               | 1       | هو تشون شياو (الصين)                       |
| اللجنة الثنائية                              | 1       | أنجا هاندن (السويد)                        |
| المجموع                                      | 10      |                                            |

#### الفئة 11
| المسابقات                                    | المقاعد | المؤهلين |
| -------------------------------------------- | ------- | --- |
| الألعاب العالمية                             | 1       | إبرو أيسر (تركيا) |
| بطولة أفريقيا لذوي الاحتياجات الخاصة         | 0       | — |
| دورة الألعاب الآسيوية لذوي الاحتياجات الخاصة | 1       | ناتسوكي وادا (اليابان) |
| ألعاب بارابان الأمريكية                      | 1       | إيفلين بيريرا دوس سانتوس (البرازيل)                                                                                            |
| بطولة أوقيانوسيا لذوي الاحتياجات الخاصة      | 0       | — |
| تخصيص التصنيف العالمي                        | 5       | كانامي فوروكاوا (اليابان) · وونغ تينغ تينغ (هونغ كونغ) · ليا فيرني (فرنسا) · نتاليا كوسمينا (أوكرانيا) · نغ موي وي (هونغ كونغ) |
| بطولة التصفيات العالمية (فردي)               | 1       | إيلينا بروكوفيفا (الرياضيون البارالمبيون المحايدين)                                                                            |
| اللجنة الثنائية                              | 1       | دينيسا ماكوروفا (جمهورية التشيك)                                                                                               |
| المجموع                                      | 10      | |